# 重大工程

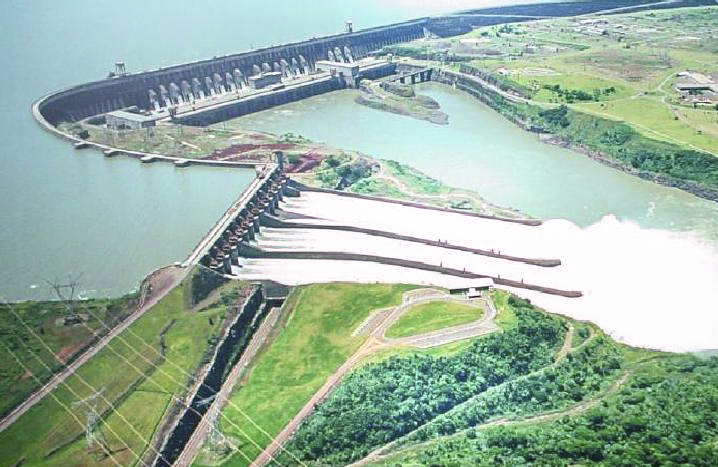
伊泰普水电站，20世纪重大工程的一个例子

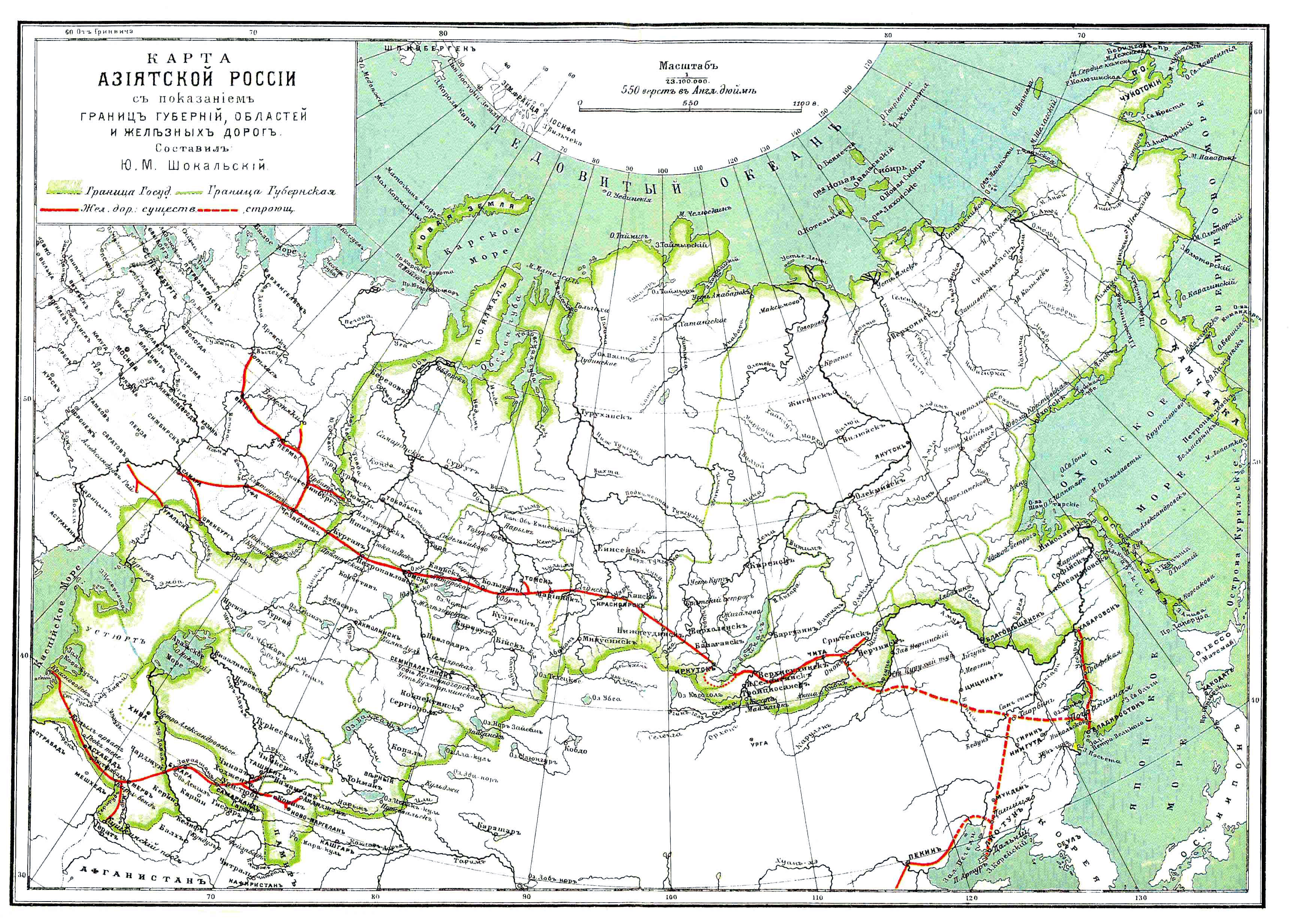
1900年俄罗斯帝国亚洲部分的西伯利亚大铁路等铁路是19世纪的一项关键的重大工程

重大工程（英語：megaproject）（或称大型工程、超级工程等）是指规模极大的投资项目。根据《牛津重大工程管理指南》，“重大工程是大规模、复杂的投资，通常耗资10亿美元或更多，开发和建设需要多年时间，涉及多个公共和私人利益相关者，具有变革性，并影响数百万计的人口”。不过，10 亿美元并不是定义重大工程的限制因素。有些情况下需要相对的方法来衡量，例如在发展中国家，一个小得多的工程（例如预算1亿美元的工程）可能就算是重大工程。因此，更一般的定义是“重大工程是临时性的事业（即工程），其特点包括：巨大的投资、巨大的复杂性（特别是在组织方面），以及对经济、环境和社会的长期影响”。
牛津大学赛德商学院教授Bent Flyvbjerg表示，在全球范围内，重大工程占全球GDP总额的8%。重大工程不仅指建设项目，还包括老旧设施的退役项目，这些工程的预算可能高达数十亿美元，具有高度的创新性和复杂性，并受到许多技术-社会-经济和组织挑战的影响。
重大工程通常包括：桥梁、隧道、高速公路、铁路、机场、码头、发电站、大坝、污水处理工程、石油天然气开发、公共建筑、資訊科技系统、航空航天以及武器开发。

## 缺点
重大工程经常受到腐败的困扰，导致其成本高企、收益降低。
根据欧洲科技合作组织的说法，重大工程的特点是“（在技术和人力方面）极其复杂，且经验表明交付结果普遍不佳”。重大工程因其对社区、环境和预算的重大影响以及所涉及的高成本而会引起公众的广泛关注。重大工程也可以定义为“实体的、非常昂贵，并且公共的提议”。

## 逻辑依据
许多典型的重大工程的逻辑都建立在集体利益之上，例如为每户家庭供电、道路交通建设等。它们也可作为开拓边疆的一种手段。重大工程也因其自上而下的规划过程及其对某些社区的负面影响而受到批评。重大工程往往对一群人有利而对另一群人不利，例如，世界上最大的水电项目——中国的三峡大坝，其建设需要整体搬迁120万农民。在1970年代，一些西方国家的高速公路抗议中，城市活动人士反对政府拆除建筑物并建设高速公路的计划，其理由是此类拆除只是有利于通勤者，却不公正地损害了城市工人阶级的利益。
Flyvbjerg认为，政策制定者钟爱重大工程有四个原因：
- 技术崇高性：工程师和技术人员为建设大型且有创新性的工程而鼓舞，他们将突破技术的界限。
- 政治崇高性：政客们为建立自己的政绩和事业感到欢喜。
- 经济崇高性：商界人士和工会为重大工程创造的利润和就业机会而欢喜。
- 审美崇高性：设计师和欣赏优秀设计的人从建造、使用和观察尺度巨大、具有标志性美感的东西中获得乐趣。[4]

## 经济
投资驱动发展支持者主张为重大工程提供资金，以创造长期的经济效益。自1930年代经济危机以来，投资重大工程以刺激整体经济一直是一项受欢迎的政策措施。近来的案例有2008-2009年中国的四万亿投资计划、2008年欧盟经济刺激计划和2009年美國復蘇與再投資法。
重大工程通常根据预期回报筹措资金——尽管工程经常超支，且随着时间的推移，商品价格等市场条件可能发生变化。在规划阶段，对重大工程的批评者经常表达对成本超支的担忧。Bent Flyvbjerg 指出，由于缺乏问责制和风险分担机制，相关项目存在夸大收入、低估成本和夸大未来社会和经济效益的动机。如果重大工程在一个相关领域存在腐败的国家交付，其预算超支的可能性和幅度就会增加。
重大工程最具挑战性的方面之一是筹得足够的资金。Alan Altshuler和David Luberoff发现，需要通过多年的规划、授权和实施，具备富有创造性的、政治上娴熟的政治领导，才能确保获得资源，获得公众支持，力排众议，以及管理冲突。规划的重大工程所面临的其他挑战还包括：为社区团体赋予权力的法律和法规、有争议的信息和方法、高度的不确定性、避免对社区和环境的影响，以及试图解决棘手問題。

## 案例

### 在建大型工程最多的国家
根据国际货币基金组织与联合国教科文组织2013年发布相关统计资料整理而成，括号内为一国已建成和在建大型工程项目数量：
- 极多：中国（7932）
- 多：美国（5155）
- 较多：俄罗斯（3729）、巴西（2931）、印度（2435）、土耳其（2177）、法国（2004）

注：
- 中国——自1990年以后，是世界上开建大型工程数量最多的国家。
- 俄罗斯——自1990年以后，是世界上停建大型工程数量最多的国家。

### 科学工程
- 人类基因组计划
- 国际热核聚变实验反应堆（法国）
- 大型强子对撞机（瑞士）
- 曼哈顿计划（美国）
- 北京正负电子对撞机
- 日本“京”超级计算机K Computer

### IT工程
- System/360（美国）
- 互联网

### 城市建设
- 法国巴黎拉德芳斯
- 日本筑波科学城
- 台湾新竹科學園區
- 法国维莱特工业科学城
- 香港機場核心計劃[18]
- 印度班加罗尔软件科技园区
- 巴西马瑙斯自由贸易区
- 韩国新首都世宗市
- 中国河北雄安新区

### 建筑
- 匹兹堡大学（美国匹兹堡）
- 澳洲國會大廈（澳大利亚堪培拉）
- 双峰塔（马来西亚吉隆坡）
- 哈里發塔（阿联酋迪拜）
- 台北101（台灣臺北市）
- 国家体育场（中国北京市）
- 上海中心大厦（中国上海市）

### 水利工程
- 巴拿马运河扩张计划（英语：Panama Canal expansion project）（巴拿马）
- 阿斯旺大坝（埃及）
- 三峡大坝（中国）
- 大迪克桑斯坝（瑞士）
- 伊泰普水电站（巴西）
- 尼亚加拉隧道工程（英语：Niagara Tunnel Project）
- 南水北调（中国）

### 公路交通
- 美国州际公路系统
- 中华人民共和国高速公路
  - 兰海高速公路
  - 港珠澳大桥
  - 杭州湾大桥
- 瀨戶大橋

### 轨道及高速交通系统
- 西伯利亚大铁路
- 贝阿铁路
- 中国高速铁路網
- 青藏铁路

### 隧道
- 青函隧道（日本津轻海峡）
- 雪山隧道（台灣）
- 秦岭终南山公路隧道（中國）
- 英法海底隧道

### 管道
- 西气东输（中国）